# Bryum crassimucronatum
Bryum crassimucronatum är en bladmossart som beskrevs av Philibert 1899. Bryum crassimucronatum ingår i släktet bryummossor, och familjen Bryaceae. Inga underarter finns listade i Catalogue of Life.